# Chiara Catini
Chiara Catini (* 17. Juli 1999) ist eine italienische Tennisspielerin.

## Karriere
Catini begann mit sechs Jahren das Tennisspielen und spielt vorrangig auf Turnieren der ITF Women’s World Tennis Tour, wo sie bislang einen Titel im Einzel gewann.

## Turniersiege

### Einzel
| Nr. | Datum              | Turnier | Kategorie | Belag     | Finalgegnerin | Ergebnis       |
| --- | ------------------ | ------- | --------- | --------- | ------------- | -------------- |
| 1.  | 19. September 2021 | Sosopol | ITF W15   | Hartplatz | Nastja Kolar  | 4:6, 7:65, 6:3 |